# 메토프

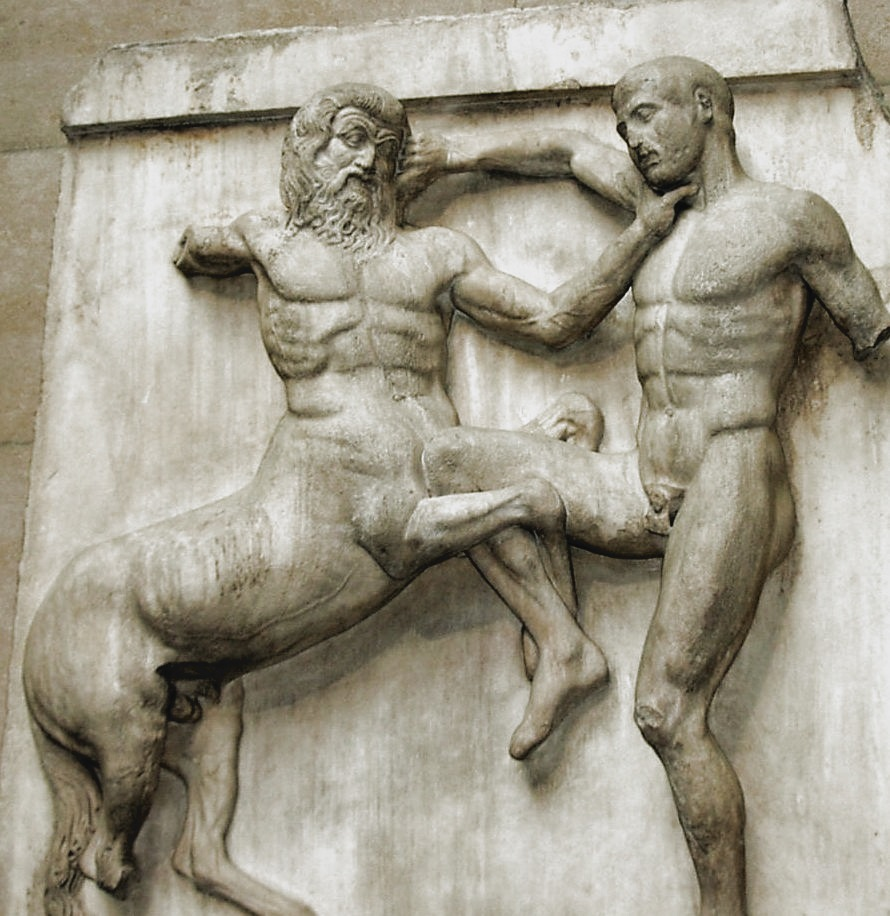
켄타우로스와 라피타이 간의 전투를 묘사한 파르테논 대리석 조각군의 메토프.

고대 건축에서, 메토프(μετόπη)는 도리스 양식 프리즈에서 두 트리글리프 사이 공간을 채우는 사각형의 건축 패널 요소로, 프리즈는 아키트레이브 위에 트리글리프와 메토프가 번갈아 나타나는 장식적인 띠이다. 메토프는 종종 채색화나 부조 조각으로 꾸몄는데, 가장 대표적인 예시로는 켄타우로스와 라피타이 간의 전투를 묘사한 파르테논 대리석 조각군의 92 메토프를 들 수 있다. 메토프에 그려진 채색화의 대부분은 사라졌지만, 원래 모습을 자세히 추측할 수 있는 충분한 흔적은 남아있다.

## 같이 보기
- 주범 양식